# George William Francis
George William Francis (1800–1865) fue un botánico inglés y escritor científico, que emigró a Australia, haciendo una reputación allí como jardinero.

## Vida
Nacido en Londres, Francis emigró a Australia por la mejora de las perspectivas de mantener a su familia; él llegó en el Louisa Baillie el 2 de septiembre de 1849. Al poco tiempo se hizo cargo del antiguo jardín botánico de Adelaida, al norte del río Torrens, como inquilino. Posteriormente fue nombrado director del Jardín Botánico de Adelaida, un cargo que ocupó durante el resto de su vida.
Francis murió tras una larga enfermedad, de hidropesía el 9 de agosto de 1865 y fue enterrado al día siguiente. Dejó viuda y diez hijos.

## Trabajos
- Catalogue of British Plants and Ferns, 1835; 5ª ed. 1840
- Analysis of British Ferns, 1837; 5ª ed. 1855
- Little English Flora, 1839
- Grammar of Botany, 1840
- Chemical Experiments, 1842, abridged by W. White, 1851, and republished as Chemistry for Students
- Favourites of the Flower Garden, 1844
- Manual of Practical Levelling for Railways and Canals, 1846
- Art of Modelling Wax Flowers, 1849
- Electrical Experiments, 8ª ed. 1855
- Dict. Practical Receipts, nueva ed. 1857
- Acclimatisation of Animals and Plants, Royal Society, South Australia, 1862

Francis también editó los primeros cinco volúmenes de Magazine of Science and School of Arts, 1840–5.
- La abreviatura «Francis» se emplea para indicar a George William Francis como autoridad en la descripción y clasificación científica de los vegetales.[2]